# Роснано
АО «Роснано» — российская компания, созданная в 2011 году путём реорганизации государственной корпорации «Российская корпорация и инвестор в нанотехнологии». В 2020 году включена Правительством РФ в периметр институтов развития группы ВЭБ.РФ. На 2017 год 100 % акций АО «Роснано» находилось в собственности правительства России.
До 2022 года «Роснано» содействовала в реализации государственной политики по развитию наноиндустрии, инвестируя напрямую и через инвестиционные фонды нанотехнологий в высокотехнологичные проекты, обеспечивающие развитие новых производств на территории РФ, среди которых: ядерная медицина и медицинское приборостроение, инновационная нанобиофармацевтика, наноэлектроника и фотоника, нанопокрытия и модификация поверхности, новые материалы (поликремний), возобновляемая энергетика и энергоэффективность.
В 2015 году «Роснано» вышла из 16 инвестиционных проектов. Несмотря на инвестирование в 97 заводов и R&D центров в 37 регионах России в 2019 году, многие предприятия обанкротились либо были реструктуризированы (см. ниже). Сама компания в 2016 году едва избежала дефолт по облигациям ввиду падения стоимости компании ниже уровня долговых обязательств. 31 марта 2025 года «Роснано» допустило техдефолт, не исполнив в срок обязательства в объеме 1,005 млрд рублей по выплате купонного дохода по выпуску облигаций, объяснив это необходимостью выработки технического механизма выплаты.
В 2019 году компания окупила правительственные инвестиции в размере 132,4 млрд, заплаченных с 2007 года. Однако уже в ноябре 2021 торги облигациями компании были остановлены, к концу 2020 года у компании накопился чистый убыток в 120 миллиардов рублей, из которых 20 были выплачены; более 70 миллиардов рублей инвесторов «зависли».
В июне 2022 новое руководство компании в лице Сергея Куликова пыталось избежать банкротства и реструктурировать долги, «Роснано» фактически находится на грани банкротства.

## История
26 апреля 2007 года в послании Федеральному собранию президент России Владимир Путин назвал нанотехнологии одним из наиболее приоритетных направлений развития науки и техники и предложил учредить Российскую корпорацию нанотехнологий.
19 сентября 2007 года была официально зарегистрирована государственная корпорация «Российская корпорация нанотехнологий». В этом же году правительство Российской Федерации внесло имущественный взнос в размере 130 млрд рублей для обеспечения деятельности корпорации.
11 марта 2011 года в результате реорганизации «Российской корпорации нанотехнологий» («Роснанотех») было создано акционерное общество «Роснано». Общество является преемником госкорпорации по всем правам и обязанностям, 100 % его акций закреплено в государственной собственности.
В начале 2011 года компания «Роснано» заняла 4-е место в рейтинге ведущих инновационных компаний России, составленном американским изданием Fast Company.
В ноябре 2012 года в Казани открылся первый наноцентр «Роснано» — Центр нанотехнологий республики Татарстан (ЦНТ).
В 2013 году «Роснано» приняла систему мер по снижению численности работающих и экономии расходов. В этом году компания впервые перешла от текущего обслуживания долга к его погашению.
По итогам 2014 года «Роснано» вышла на чистую прибыль, которая составила 8,2 млрд рублей. В 2015 году этот показатель увеличился в 2 раза и составил 17 млрд рублей.
В 2016 году стоимость активов «Роснано» превысила совокупный объём инвестиций, и корпорация впервые вышла на рентабельность.
В 2017 году «Роснано» впервые выплатило дивиденды своему единственному акционеру — государству — в размере 50 % чистой прибыли или почти 540 млн руб.
В 2017 «Роснано» занималось созданием производственной инфраструктуры и образовательных программ выполнявшихся Фондом инфраструктурных и образовательных программ.
Чистая прибыль «Роснано» по итогам 2018 года составила рекордные 5,6 млрд руб.
В 2019 году OCSiAl первой из портфельных компаний «Роснано» вошла в два глобальных списка компаний-«единорогов», оцениваемых более чем в 1 млрд $.
В марте 2019 года Анатолий Чубайс сообщил президенту РФ Владимиру Путину, что построенные «Роснано» заводы заплатили в федеральный бюджет за весь период работы 132 млрд рублей, в полном объёме возместив вклад государства.
В декабре 2020 года совет директоров избрал Сергея Куликова председателем правления управляющей компании на срок пять лет. Полномочия Анатолия Чубайса прекращены.
К концу 2020 года долг «Роснано» составлял более 146 миллиардов рублей, а расходы на обслуживание компании в 2020—2021 гг. достигли 126 млрд рублей.
В ноябре 2021 года стало известно о проблемах с обслуживанием займов «Роснано» — как банковских кредитов, так и облигаций.
В 2022 года новое руководство компании в лице Сергея Куликова пыталась избежать банкротства: в январе «Роснано» договорился о реструктуризации задолженности с «Совкомбанком», часть задолженности на 15 млрд руб. перед банком будет погашена досрочно.
В апреле 2022 С. Куликов обратился с письмом к генпрокурору Игорю Краснову с просьбой проверить работу компании в 2010—2020 годах, когда ее возглавлял Анатолий Чубайс.
В октябре 2022 «Роснано» не смогло исполнить обязательства перед кредиторами по шестой серии облигаций; выплаты по долгам «Роснано» были произведены Минфином.
3 октября 2023 года «Роснано» сообщило о признаках неплатежеспособности, указав, что не сможет до конца года погасить долги из собственных средств. Роснано также указало в опубликованном на сайте центра раскрытия информации отчёте, что альтернативой помощи со стороны акционеров является «высокая вероятность возникновения признаков банкротства».

## Структура компании
Функцию управления активами АО «Роснано» выполняет «Управляющая компания „Роснано“», председателем правления которой является Сергей Куликов.
Также в группу «Роснано» входит Фонд инфраструктурных и образовательных программ — некоммерческая организация, которая поддерживает и развивает российские предприятия наноиндустрии, вне зависимости от того, являются они портфельными компаниями АО «Роснано» или нет. Председатель правления и генеральный директор Фонда — Сергей Куликов.

### Дочерние компании
В декабре 2010 года была учреждена дочерняя компания — Rusnano USA, Inc. Организация создана с целью представления интересов ОАО «Роснано» и проектных компаний на территории США и Канады, а также для содействия в продвижении российской нанотехнологической продукции на мировые рынки.
В декабре 2011 году учреждена дочерняя компания АО «Роснано» и Фонда инфраструктурных и образовательных программ — Rusnano Israel Ltd. Компания представляет интересы российской нанотехнологической компании и её инвестиционных проектов и является платформой для сотрудничества инновационных отраслей экономик России и Израиля.

## Деятельность
«Роснано» реализует государственную политику по развитию наноиндустрии, выступая соинвестором в нанотехнологических проектах.
Одобренные к финансированию проекты «Роснано» разделены на шесть кластеров:
- наноматериалы,
- оптика и электроника,
- медицина и фармацевтика,
- энергоэффективность,
- нанесение покрытий и модификация поверхности,
- специализированные фонды.

По итогам 2015 года группа «Роснано» показала чистую прибыль в размере 4,9 млрд руб. против убытка в 8,4 млрд руб. годом ранее. За 2015 год доходы компании составили: 10,3 млрд руб. — доход от инвестиций в инвестиционные проекты (в основном «бумажный» доход, связанный с переоценкой портфельных инвестиций), 6,3 млрд руб. — процентный доход от депозитов и остатков по расчетным счетам. Основные виды расходов: проценты по кредитам — 14,1 млрд руб. и заработная плата — 2,8 млрд руб. Кредиты и займы на 31.12.2015 составили 149 млрд руб., что более чем в 3 раза превышает сумму размещённых депозитов на конец 2015 года и почти в 2 раза превышает акционерный капитал «Роснано».
По состоянию на конец 2016 года, всего за весь период деятельности (начиная с 2007 года) ГК «Роснанотех» оказала поддержку 107 инвестиционным проектам в рамках исторического портфеля. Объём инвестиций АО «Роснано» (ГК «Роснанотех») в указанные инвестиционные проекты составил более 186 314 млн рублей, включая 167 516 млн рублей в рамках проектов прямых инвестиций и 18 798 млн рублей в рамках фондов.
По состоянию на конец 2018 года «Роснано» (ГК «Роснанотех») оказало поддержку 108 инвестиционным проектам, находящимся на венчурной стадии или стадии роста производства. Объём инвестиций АО в инвестиционные проекты исторического портфеля за весь период деятельности составил 199,9 млрд рублей, включая 177,9 млрд рублей в рамках проектов прямых инвестиций и 22,0 млрд рублей — в рамках фондов.
Всего накопленным итогом по состоянию на конец 2018 года АО «Роснано» реализовано 50 выходов из инвестиционных проектов.
По итогам 2020 года — убыток в размере 52,9 млрд рублей. В 2021 году возникли сложности с обслуживанием долгов по облигационным займам и банковским кредитам. 19 ноября 2021 года по распоряжению Центробанка на Мосбирже были приостановлены торги облигациями компании на общую сумму более 70 млрд рублей.

## Проекты

### Инвестиционные проекты

#### Энергоэффективность и наноматериалы
| Компания                                           | Деятельность | Состояние |
| -------------------------------------------------- | --- | --- |
| Энергоэффективность                                | | |
| ООО «КОБЭ Машинери РУС»                            | разработка и производство источников питания для специализированной складской техники на основе Литий- титанатных технологий японской корпорации ТОШИБА — 2019 год. | |
| ООО «Хевел»                                        | создание производства тонкопленочных фотопреобразовательных модулей на базе технологической линии компании Oerlikon Solar (Швейцария). Год учреждения компании и начало инвестирования — 2009 год.                                                                                | Выход из проекта — 2018 год. |
| Nesscap Energy, Inc.                               | совместное создание российского производства суперконденсаторов. Год основания — 2011. | |
| ООО «Термоинтех»                                   | организация серийного производства термоэлектрических устройств для охлаждения и генерации электричества на основе «бескерамической» технологии Ceratom. Год создания компании — 2010 год. Начало инвестирования — 2011 год.                                                      | |
| ООО «Оптоган»                                      | создание компании интегратора комплексных систем светодиодного освещения. Год учреждения компании и начало инвестирования — 2009 год. | |
| «ЛЕД-Энергосервис»                                 | «ЛЕД-Энергосервис» — главный офис и завод компании «Оптоган». Инвестиции в оборудование и технологию производства. Начало инвестирования — 2015 год. | |
| ООО «Лиотех»                                       | Группа «Лиотех» (ООО «Энергетические решения», ООО «Лиотех-инновации» и управляющая компания ООО «Литэко») — создание первого в России масштабного производства литий-ионных аккумуляторов нового поколения для энергетики и электротранспорта. Начало инвестирования — 2010 год. | Компания обанкротилась в Апреле 2022. |
| ООО «РМТ»                                          | ООО «РМТ» — расширение производства термоэлектрических охлаждающих микросистем с использованием наноразмерных порошков на основе теллурида висмута для опто-, микро- и наноэлектроники. Начало инвестирования — 2010 год.                                                         | |
| Наноматериалы                                      | | |
| ЗАО «НикоМаг» (входит в группу компаний «Никохим») | производства наноструктурированного гидроксида магния, высокочистого оксида магния и хлорида магния. Начало инвестирования — 2011 год. | Выход из проекта — 2016 год. |
| ООО «Уником»                                       | создание промышленного производства модификатора дорожных покрытий «Унирем». | |
| ЗАО «Микробор Нанотех»                             | создание крупносерийного производства режущего инструмента из нанопорошка кубического нитрида бора. | |
| ООО «ТМК-ИНОКС»                                    | Создание производства высокопрочных прецизионных труб из нержавеющих сталей и сплавов на основе нанотехнологий. | Реализован выход из проекта |
| OCSiAl («Оксиал»)                                  | производство углеродных нанотрубок. Компания открыта в 2013 году. | |
| ООО «ДСК Град»                                     | домостроительный комбинат | Вышла из проекта в 2016 году. |
| ООО «Акрилан»                                      | Импортозамещение водных дисперсий. Год начала инвестирования — 2012. | |
| ООО «Данфлекс-нано»                                | освоение технологии и организация производства высокобарьерных полимерных плёнок и гибких упаковочных материалов на их основе. Начало инвестирования — 2009 год. | Выход из проекта — 2016 год. |
| ООО «НТИЦ „Нанотех-Дубна“»                         | ООО «НТИЦ „Нанотех-Дубна“» — производство квантовых точек методом коллоидного синтеза. Начало инвестирования — 2010 год. | Ликвидирована в 2017 году. |
| ООО «НПЦ „Наноэлектро“»                            | создание в России промышленного производства сверхвысокопрочных, высокоэлектропроводных наноструктурированных проводов по технологии, разработанной в ОАО «ВНИИНМ». Год учреждения компании и начало инвестирования — 2011 год.                                                   | |
| АО «Препрег-СКМ»                                   | организация промышленного производства препрегов на основе наномодифицированных углеродных и минеральных волокон и наномодифицированных связующих. Год учреждения компании и начало инвестирования — 2009 год.                                                                    | Выход из проекта — 2018 год. |
| ООО «НПЦ „Пружина“»                                | Создание массового производства сверхпрочных пружин с использованием технологий контролируемого формирования однородных наноразмерных субструктур в материале. Год создания — 2010 год.                                                                                           | Выход из проекта — 2014 год. |
| ЗАО «Микробор Нанотех»                             | Производство нового поколения композитных материалов из кубического и нанокубического нитрида бора (Нано КНБ), а также инструментов из них. Начало инвестирования — 2010 год. | |
| ООО «АйСиЭм Гласс Калуга»                          | производство новых теплоизоляционных материалов на основе нанотехнологических принципов переработки несортового стеклобоя. Начало инвестирования — 2011 год. | |
| АО «Метаклэй»                                      | организация производства модифицированных слоистых наносиликатов, мастербатчей и полимерных нанокомпозиционных материалов нового поколения. Год учреждения компании и начало инвестирования — 2010 год.                                                                           | Выход из проекта — 2016 год. |
| ООО «Новые технологии строительства»               | Промышленное производство модификатора асфальтобетона «Унирем». Начало инвестирования — 2010 год. | Ликвидирована окончательно в 2017. |
| Membranium (АО «РМ Нанотех»)                       | Создание производства наноструктурированных мембран и разделительных модулей для очистки воды в социальной сфере и промышленности. Начало инвестирования — 2010 год. | |
| Группа компаний «Новомет»                          | расширение и модернизация производства высокоэффективного погружного нефтедобывающего оборудования с применением деталей и узлов с наноструктурированным защитным покрытием и создание мировой сервисной сети. Начало инвестирования — 2011 год.                                  | |
| ООО «Русалокс»                                     | создание производства плат с высокой теплопроводностью на основе технологии получения нанопористого слоя оксида алюминия (Al2O3) на алюминиевой пластине методом анодирования. Год учреждения компании и начало инвестирования — 2010 год.                                        | |
| АО «Уралпластик-Н»                                 | производство гибкой полимерной упаковки, модифицированной нанокомпозитами собственного производства. Начало инвестирования — 2010 год. Выход из проекта — 2016 год. Компания перестала работать в середине 2011, в 2013 появились первые новости о банкротстве.                   | В 2014 компания признана банкротом. |
| ООО «Гален»                                        | создание производства наноструктурированного полимера, армированного базальтовыми волокнами. Начало инвестирования — 2011 год. | Реализован выход из проекта. |
| ЗАО «НЭВЗ-Керамикс»                                | создание промышленного производства изделий из наноструктурированной керамики. Год учреждения компании и начало инвестирования — 2011 год. В начале 2021 года Роснано пыталось взыскать с предприятия долги в размере более 700 млн,                                              | попытка взыскания долга в размере более 700 млн рублей в начале 2021 года, процедура банкротства в июле 2021 года.                                                           |
| ЗАО «Монокристалл»                                 | развитие технологии и расширение производства сапфира и сапфировых пластин для производства светодиодов, и паст для фотовольтаики. Начало инвестирования — 2011 год. | |
| ООО «ЭсПи Гласс»                                   | создание предприятия по производству высококачественного стекла и стеклопакетов с различными видами покрытий, в том числе теплосберегающим, солнцезащитным и самоочищающимся. Год начала инвестирования — 2012.                                                                   | |
| ООО «ЭТЕРНО»                                       | модернизация существующих мощностей ОАО «ЧТПЗ», а также строительство новых производственных площадок для выпуска широкого ассортимента нержавеющих труб и штампосварных деталей трубопроводов. Год начала инвестирования — 2013.                                                 | Выход из проекта — 2017 год. |
| ООО «Каттинг Эдж Технолоджис»                      | строительство первого в России завода по производству ключевого расходного материала для полупроводниковых производств — стальной проволоки для резки кремния и сапфира. Год начала инвестирования — 2011. В 2016 году чистый долг составил 1.2 миллиарда рублей                  | в 2018 кредиторы собирались требовать признания компании банкротом. |
| ООО «ТБМ»                                          | строительные материалы на основе базальтового волокна для Якутии и Дальнего Востока. | Выход из проекта в 2014 году. В 2015 году компания ООО «Уральская армирующая компания» подала иск в отношении предприятия, в том же году была введена процедура банкротства. |

#### Медицина и фармацевтика
- ЗАО «Трекпор технолоджи» — производство многофункциональных аппаратов для мембранного плазмафереза, каскадной плазмофильтрации крови и трековых мембран с диаметром пор от 20 до 100 нанометров. Начало инвестирования — 2008 год. Признано банкротом[61]
- ООО «Бебиг» — создание производства микроисточников, микросфер и комплектующих для процедур брахитерапии. Выход из проекта — 2015 год[62].
- ООО «НТфарма» — создание GMP-производства нановакцин и терапевтических биопрепаратов на основе псевдоаденовирусных наночастиц. Начало инвестирования — 2010 год. Признана банкротом в 2021 году.[63]
- ООО «ГемаКор» — реализация нового метода диагностики нарушений свертываемости крови. Создание производства диагностических аппаратов и одноразовых кювет. Обеспечение общества качественной диагностикой гемостаза. Год учреждения компании и начало инвестирования — 2010.
- ООО «Нанолек» — создание российской биофармацевтической компании «Нанолек», специализирующейся на выпуске импортозамещающих и инновационных лекарственных препаратов. Год основания и инвестирования — 2011. Выход из проекта — 2019 год[64].
- ООО «Соликс БиоСистемз Восток» — поиск природных антибиотиков из цианобактерий и микроводорослей. Год начала инвестирования — 2012.
- Selecta Biosciences, Inc. и ООО «Селекта (РУС)» — разработка профилактических и терапевтических вакцин на основе платформы tSVP™ Selecta Biosciences. Год начала инвестирования — 2011.
- ПАО «Фармсинтез» — вывод на российский и мировой рынки препаратов для лечения рассеянного склероза и онкологических заболеваний. Год начала инвестирования — 2013.
- ООО «БАЙНД (РУС)» — разработка и вывод на мировой рынок серии лекарственных препаратов на основе наноплатформы BIND Accurins™. Год основания — 2011. Реализован выход из проекта[46].
- ООО «Ниармедик Фарма» — запуск GMP предприятия полного цикла по выпуску оригинальных нанопрепаратов, Основная продукция предприятия — препарат Кагоцел. Год выхода из проекта — 2014[65].
- ЗАО «НБТ» — изготовление и комплектация микроисточников для брахитерапии с использованием изотопа ¹²⁵I. Создание производства наноструктурированных микросфер на основе аморфных материалов с использованием изотопа ⁹⁰Y. Начало инвестирования — 2009 год. Выход из проекта — 2015 год.
- Panacela Labs, Inc. — разработка онкологических препаратов на основе наноформуляций молекулярных модуляторов клеточного стресса, а также препаратов, направленных на лечение инфекционных заболеваний.
- ООО «ПЭТ-Технолоджи» — создание сети центров позитронно-эмиссионной томографии. Год начала инвестирования — 2011.Реализован выход из проекта[66]
- BiOptix Diagnostics, Inc. — диагностические приборы, состоящие из нанопленочных биоактивированных слайдов и малогабаритного биодетектора[46]. Реализован выход из проекта[46].

#### Оптика и электроника
- ООО «Нейтронные технологии» — расширение производства многоцелевых детекторов для идентификации широкого спектра веществ на основе технологии меченых нейтронов. Год учреждения компании и начало инвестирования — 2010. Выход из проекта — 2014 год[46].
- ЗАО «Пластик-Лоджик» — организация производства дисплеев и других устройств с использованием технологии пластиковой электроники нового поколения. Начало инвестирования — 2010 год.
- ООО НТО «ИРЭ-Полюс» — создание индустрии волоконного лазеростроения в России. Ускоренное развитие производства передовых волоконных лазеров и современного высокотехнологичного телекоммуникационного оборудования. Начало инвестирования — 2010 год. Выход из проекта — 2015 год.
- ЗАО «Оптиковолоконные системы» — организация первого в России промышленного производства оптического волокна и внедрение на нём последних достижений по созданию наноструктур в оптическом волокне и использованию нанотехнологий для улучшения его свойств. Год учреждения компании и начало инвестирования — 2011.
- ЗАО «Профотек» — создание производства волоконно-оптических систем измерения тока и напряжения с применением волоконных наноструктур. Год учреждения компании и начало инвестирования — 2010.
- Compass Electro Optical Systems, Ltd. — производство высокопроизводительных роутеров на основе электрооптического принципа передачи информации на уровне отдельных чипов. Год начала инвестирования — 2013.
- Soft Machines, Inc. — лицензирование и совместная разработка продуктов на основе архитектуры VISC для рынков интернета вещей (IoT), мобильной связи и облачных вычислений. Год начала инвестирования — 2013. Выход из проекта — 2017 год[67].
- Даурия Аэроспейс — разработка и запуск полномасштабных космических систем. Год начала инвестирования — 2013.
- Aquantia Corporation — разработка и производство сетевых трансиверов следующего поколения. Год начала инвестирования — 2012.
- Quantenna — создание дизайн-центра по разработке полупроводниковых компонентов и изделий, предназначенных для развертывания локальных высокоскоростных беспроводных сетей. Год начала инвестирования — 2012. Выход из проекта — 2018 год[68].
- Mapper Lithography Holding B.V. — запуск линии по производству элементов электронной оптики на основе МЭМС. Год начала инвестирования — 2012.
- ООО «УК „СБТ“» — разработка систем цифрового радиорелейного оборудования специального назначения, а также беспроводных устройств для автоматизированных систем контроля и учёта энергоресурсов. Год начала инвестирования — 2013.
- SiTime Corporation — создание подразделения для проектирования и разработки следующего поколения осцилляторов на основе микроэлектромеханических систем (МЭМС). Год основания — 2011. Выход из проекта — 2014 год[69].
- ООО «ЛЕД Микросенсор НТ» — производство инфракрасных светодиодов и фотодиодов, свето- и фотодиодных матриц, а также оптических ячеек и сенсорных модулей, анализаторов и беспроводных сенсорных сетей. Год начала инвестирования — 2011.
- ОАО «НИИМЭ и Микрон» — серийное производство сверхбольших интегральных схем на основе технологии с проектными нормами 90 нанометров и создание собственного дизайн-центра. Начало инвестирования — 2010 год. Выход из проекта — 2016 год[70].
- ООО «Оптосенс» — производство уникальных датчиков для систем промышленной безопасности, позволяющих определить концентрацию углеводородов даже в малых дозах и при сверхнизком энергопотреблении. Начало инвестирования — 2010 год.
- ООО «РСТ-Инвент» — создание производства отечественных корпусированных RFID-меток на металл и RFID-инлеев / наклеек высокой чувствительности для пассивных систем радиочастотной идентификации (RFID). Год учреждения компании и начало инвестирования — 2011.
- NeoPhotonics Corporation — создание предприятия по разработке и производству фотонных интегральных схем, а также модулей и подсистем на их основе на территории России. Начало инвестирования — 2012 год.
- ЗАО «Элвис-НеоТек» — создание системного центра проектирования интегральных микросхем сверхвысокой степени интеграции по нормам 65 нанометров и менее, а также производство интеллектуальных сетевых камер видеонаблюдения и веб-камер. Год учреждения компании и начало инвестирования — 2011.
- Crocus Technology SA (Франция) и ООО «Крокус Наноэлектроника» выкупила долю Crocus Technology SA (Франция) — организация в России производства магниторезистивной полупроводниковой памяти по технологии MRAM компании Crocus Technology с использованием технологических размеров 90—65—45 нм на пластинах 300 мм. Год начала инвестирования — 2011[46].
- OOO «Группа НИТОЛ», (инвестиция 2004 года) производитель поликремния на базе Усольехимпрома, Усолье-Сибирское, Иркутская область.[71] В 2012 остановлено производство, обанкрочен в 2019 году. Предприятие названо вторым «чернобылем» по уровню химического загрязнения[71].

#### Нанесение покрытий и модификация поверхности
- ЗАО «Манэл» — Создание многопрофильного производства пористых наноструктурных неметаллических неорганических покрытий. Реализован выход из проекта[46].
- ООО «РУ-ВЭМ» — Расширение производства семейства автоматизированных вакуумных установок для ионно-плазменного нанесения и травления микро- и наноструктур.
- ЗАО «Новые инструментальные решения» — производство монолитного твердосплавного металлорежущего инструмента с наноструктурированным покрытием. Использование технологий нанесения покрытий, разработанных Курчатовским институтом. Год основания — 2008.
- ООО «ЕСМ» — серийное производство прецизионных, экологически чистых электрохимических станков нового поколения для изготовления деталей из любого типа металлов и сплавов. Производство деталей на электрохимических станках, имеющих высокую производительность и низкую стоимость эксплуатации. Год начала инвестирования — 2010. Реализован выход из проекта[46].
- ООО «Вириал» — создание серийного производства износостойких изделий из наноструктурированной керамики и металлокерамики: подшипников скольжения, колец торцовых уплотнений, осевого режущего инструмента и сменных многогранных пластин. Год начала инвестирования — 2009.
- Группа компаний «Плакарт» — внедрение современных импортозамещающих, энерго- и ресурсосберегающих технологий нанесения функциональных покрытий для различных отраслей промышленности. Год основания — 2010.
- ООО «РУ-ВЭМ» — расширение выпуска автоматизированных вакуумных и напылительных установок. Организация сервисного центра по разработке и нанесению покрытий, а также по модернизации и разработке нового оборудования. Год начала инвестирования — 2011.
- ЗАО «Научное и техническое оборудование» (НТО) — расширение серийного выпуска высоковакуумного технологического оборудования SemiTEq. Разработка клиентоориентированных технологических процессов. Поддержка инфраструктурных проектов Роснано. Год начала инвестирования — 2010.
- Beneq Oy — Развитие бизнес-платформы для использования технологий компании Beneq Oy (ALD и аэрозольные технологии — nAERO и nHALO) в промышленном производстве и научно-исследовательской деятельности на территории России и СНГ. Год начала инвестирования — 2009. Выход из проекта — 2018 год[72].
- Advenira Enterprises, Inc. — создание промышленного предприятия для производства специализированного оборудования и оказания услуг по нанесению нанокомпозитных покрытий с использованием инновационной технологии нанесения нанокомпозитов из растворов — Solution Derived Nanocomposite (SDN). Год начала инвестирования — 2011[46].

#### Прочее
- АО «КуйбышевАзот» — внедрение наноструктурированных катализаторов и увеличение мощности производства капролактама ОАО «КуйбышевАзот». Год начала инвестирования — 2015. Реализован выход из проекта[46].
- ООО «Русхимбио» — оперативное обеспечение специалистов наноиндустрии и ученых во всех регионах страны реактивами, расходными материалами и оборудованием. Год основания — 2009. Год выхода из проекта — 2012.
- ООО «Германий и приложения» — создание комплекса высокотехнологичных производств германиевых продуктов для оптико- и наноэлектронной техники. Основная продукция производства — плоские заготовки из германия (диски, бруски и пластины), а также сферизованные заготовки для линз. Год начала инвестирования — 2009. Год выхода из проекта — 2015[73].
- ООО «Центр перспективных технологий» (ЦПТ) — расширение производства аналитических приборов для исследований в материаловедении, биологии и медицине. Расширение производства высокочувствительных сенсоров для анализа химических и биологических веществ. Научные исследования для улучшения технических параметров устройств и приборов. Год начала инвестирования — 2010. Год выхода из проекта — 2012[46].
- ООО «Русский Кварц» — Техническое перевооружение действующего производства особо чистых кварцевых концентратов на базе действующего комплекса по добыче, переработке и глубокому обогащению жильного кварца Кыштымского месторождения. Год начала инвестирования — 2011.
- АО «Акванова Рус» — производство солюбилизатов NovaSOL, состоящих из наночастиц (продуктовых мицелл), с использованием механизма международного трансфера технологии производства компании AQUANOVA AG. Год учреждения основания — 2012[46].

### Инфраструктурные проекты

#### Нанотехнологические центры
- Зеленоградский нанотехнологический центр — биосовместимые материалы для имплантации и электронно-пучковые технологии. Год начала инвестирования — 2010.
- Нанотехнологический центр «СИГМА.Новосибирск» — наномодифицированные металлы и сплавы. Год основания — 2013.
- Нанотехнологический центр «ТехноСпарк» — приборостроение, прототипирование, лазерные технологии, конструкционные материалы и технологии новых углеродных материалов, технологии HVM-литографии. Год начала инвестирования — 2010.
- Нанотехнологический центр «Дубна» — функциональные покрытия и новые материалы, новая энергия (системы накопления энергии, источники энергии и т. д.), радиационно-ионные технологии, прикладные биотехнологии (ветеринария, с/х, медицина и т. д.). информационные технологии. Год основания — 2010.
- Нанотехнологический центр «Т-НАНО» — проектирование и разработка микроэлектронных компонентов и систем на кристалле, робототехника, разработка специализированного программного обеспечения. Год начала инвестирования — 2012.Нанотехнологический центр Композитов — композитные материалы. Год основания — 2012.
- Северо-Западный Нанотехнологический Центр — наноматериалы, наноэлектроника, радиационные технологии. Год начала инвестирования — 2011.
- Ульяновский нанотехнологический центр — Альтернативная энергетика, биотехнологии и молекулярная генетика, персональная микроэлектроника, новые технологии строительства. Год начала инвестирования — 2011.
- Центр нанотехнологий и наноматериалов Республики Мордовия — оптические и электронные технологии. Год начала инвестирования — 2011.
- Центр нанотехнологий Республики Татарстан — химия, нефтехимия, композитные материалы, биотехнологии. Год основания — 2010[74].

#### Инжиниринговые компании
- АрТек Композитс — компьютерное моделирование, разработка композитных материалов на основе различных волокон, в том числе натуральных, консультирование производителей продукции из традиционных материалов по переходу на композитные и запуску новых композитных изделий. Год начала инвестирования — 2014.
- PLD Инжиниринг — конструирование, производство и инжиниринг лабораторных и промышленных PLD-машин различного уровня производительности для различных технологических процессов.
- ИЦ «Газотурбинные технологии» — доведение технико-экономических показателей установки ГТД-110 до уровня рыночного продукта. Год основания — 2011.
- ЛВМ АТ — предоставление инжиниринговых услуг по проектированию, оптимизации и адаптации продуктов под аддитивное производство. Год основания — 2015.
- Оптоволоконные сенсоры (Т8) — разработка и внедрение оптоволоконных систем на основе базовой технологии детектирования внешних возбуждений.
- Технология идентификации — инжиниринг в области разработки и внедрения аппаратно-программных комплексов для автоматизации различных производственных и бытовых задач на базе технологии RFID.
- Центр аддитивных технологий — инжиниринговый центр по применению аддитивных технологий с крупнейшим в РФ инфраструктурным центром аддитивных технологий (14 различных принтеров). Год основания — 2015.
- ЭУФ Лабс — инжиниринг применений новых источников экстремального ультрафиолетового излучения. Дата основания — 2011[75].

### Участие в инвестиционных фондах
- Фонд Biomark Capital Fund IV, L.P. — разработка и вывод на рынок препаратов для лечения онкологических, сердечно-сосудистых и офтальмологических заболеваний, психических и аутоиммунных расстройств, сахарного диабета, социально значимых инфекционных заболеваний, травм. Год начала инвестирования — 2011.
- Российско-казахстанский фонд нанотехнологий — обеспечение трансфера передовых технологий, создания дополнительных инструментов международного сотрудничества и стимулирования развития финансовой инфраструктуры рынка в сфере нанотехнологий. Год основания — 2012[46].
- Rusnano Sistema SICAR — созданный в 2016 году Европейский фонд венчурных инвестиций, в образовании которого приняли участие АО «Роснано» и Фонд АФК «Система»[76].
- Роснано-Фотрум — в апреле 2017 года, Роснано совместно с финской компанией Fortum организовали Фонд развития ветроэнергетики. Общий объём инвестиций до 2022 составит порядка 30 миллиардов рублей[77].
- Дальневосточный фонд развития и внедрения высоких технологий — в 2018 году на Петербургском международном экономическом форуме Роснано, РВК и Фонд развития Дальнего Востока и Байкальского региона подписали договор о создании фонда для поддержки проектов в сфере нанотехнологий и создания нового технологического кластера в дальневосточном регионе[78].
- Роснано-Синтез — в марте 2019 года стало известно о создании совместного с предприятием «Синтез ОКА» фонда для инвестиций в среднетоннажную химию. Общий капитал фонда составляет 7 миллиардов рублей[79].

### Премии
- Международная премия в области нанотехнологий — международная специализированная премия в области нанотехнологий, ежегодно вручаемая за достижения в области нанотехнологий, нашедшие массовое применение[80].

## Критика
В 2011 году глава «Роснано» Анатолий Чубайс представил Владимиру Путину «читалку» Plastic Logic 100 в качестве электронного учебника для российских школ. Тогда же стало известно об инвестировании «Роснано» в компанию Plastic Logic 150 миллионов долларов) и планах по строительству завода в Зеленограде по производству «гибких дисплеев». 2011—2012 годах более тысячи экземпляров были выданы учебным учреждениям для апробации. В мае 2012 года стало известно о смене стратегии Plastic Logic — отказе от выпуска собственных ридеров и планшетов и переносе на неопределённый срок начала строительства завода в Зеленограде.
В марте 2013 года основатель и совладелец компании САН Владислав Мирчев обвинил руководство «Роснано» в невыплате дополнительных 150 млн рублей. В то же время сама «Роснано» и нынешнее руководство компании САН обвиняли Мирчева в выводе активов из компании и некомпетентном руководстве. Сам Мирчев был отстранён от руководства компанией в августе 2012 года.
В апреле 2013 года Счётная палата обнародовала итоги проверки деятельности «Роснано» за 2007—2012 годы, в результате которой были выявлены нарушения. По словам аудитора Счётной палаты Сергея Агапцова:

За 2007—2012 годы расходы составили более 196 млрд рублей. За 5 лет на административные и хозяйственные нужды израсходовано 6 млрд рублей, на размещение персонала (покупка и ремонт части здания) — 5,3 млрд рублей, на консультационные и экспертные услуги — 4 млрд рублей, на охрану — 560 млн рублей, на транспорт — 850 млн рублей. На оплату труда и социальные выплаты ушло 7 млрд рублей, подсчитала СП. Расходы на оплату труда в расчете на одного человека с 2007 по 2012 год увеличились с 65 тыс. рублей до 593 тыс. рублей, или более чем в 9 раз.
…
На момент проверки наличие каких-либо документов, подтверждающих эффективность произведённых вложений, не установлено.
…
Ряд сделок, осуществляемых за счёт инвестиций, обладают признаками отмывания и легализации средств, получения необоснованной налоговой выгоды, занижения налогооблагаемого дохода, необоснованного получения возмещения НДС из бюджета при экспортно-импортных операциях.
— Чубайс инвестировал в банкротов // Газета.ру 09.04.2013
В 2011 году президент Нанотехнологического общества России Виктор Быков сообщил, что к 2015 году доля России на мировом рынке нанотехнологий может составить 3 %, если общий объём российской нанотехнологической продукции составит 20 млрд евро. В 2013 году Чубайсом было объявлено, что по итогам 2015 года компания может обеспечить выпуск нанопродукции предприятиями с её участием уже на 300 миллиардов рублей, при этом реальный объём продукции составил 340,6 млрд рублей. При этом оценивается, что к 2020 году объём нанопродукции составит 600 млрд рублей. По данным Росстата, объём российского рынка нанопродукции составил почти 760 млрд рублей в 2014 году.
В 2015 году «Роснано» вышла из шестнадцати инвестиционных проектов, убыток по которым составил 13,1 млрд рублей. При этом в 2015 году чистая прибыль группы «Роснано» составила 16,82 млрд рублей. По итогам проверки Счётная палата внесла предложение об изменении правила предоставления «Роснано» государственных гарантий и о запрете выплаты руководству компании вознаграждений по неприбыльным проектам за счёт кредитов и займов по госгарантиям.